# شیبک خان
شیبک‌خان ازبک (۸۵۵ ق/۸۳۰ خ–۹۱۶ ق/۸۸۹ خ) که همچنین با نام‌های محمد شیبانی، شاهی‌بیگ خان، شیبانی خان و شاهبخت خان نیز شناخته می‌شود، بنیان‌گذار دودمان شیبانی ازبکان بود. وی در نبرد مرو با شاه اسماعیل یکم کشته شد.

## تبار
نام و نسب او را محمدشاه بخت خان بن بوداق سلطان بن ابوالخیر بن دولت شیخ بن ابراهیم‌اغلن بن فولاداوغلن بن منگوتیمور بن باداکول بن جوجی خان بن چنگیز خان گفته‌اند. خاندان شیبانی ابتدا در سیبری ساکن بودند و در ناحیه تیومن فرمانروایی می‌کردند. یک قسمت عمده از این شعبه تحت فرماندهی شیبک خان به ماوراءالنهر کوچ کردند و امرای تیموری را از بین برده، دولت ازبک‌ها را در آن نواحی تأسیس نمودند.

## سلطنت
خاندان شیبانی ابتدا در سیبری ساکن بودند و در ناحیه تیومن فرمانروایی می‌کردند. یک قسمت عمده از این شعبه تحت فرماندهی محمد شیبانی به ماوراءالنهر کوچ کردند و امرای تیموری را از بین برده، دولت ازبکان را تأسیس نمودند. شیبک‌خان به نام جدش «شیبانی» تخلص می‌کرد. وی مردی بسیار دلیر و جنگجو، خودخواه و متعصب بود. در سال ۸۷۹ خ (۹۰۶ ق) شهر سمرقند و قسمتی از ماوراءالنهر را از یکی از نوادگان تیمور لنگ گرفت و به سلطنت نشست و از آن پس تا سال ۸۸۶ خ (۹۱۳ ق) نیز تمام ترکستان و ماوراءالنهر و سراسر خراسان و استرآباد را از دست بازماندگان سلطان حسین بایقرا و دیگر جانشینان تیموری به درآورد و از مغرب و جنوب با ولایت عراق عجم، کرمان و یزد که در قلمرو شاه اسماعیل یکم صفوی بود همسایه شد.

## نامه‌نگاری با شاه اسماعیل یکم
شیبک خان پس از جنگ بادغیس، نامه‌ای به شاه اسماعیل یکم صفوی فرستاد و از پیروزی خود بر تیموریان و تسخیر فرارود خبر داد. شاه اسماعیل هم در مقابل از پیروزی خود بر علاءالدوله سمنانی خبر داد و از او خواست که خراسان را واگذارد و هدایایی با این بیت برای او فرستاد:
| درخت دوستی بنشان که کام دل به بار آرد |  | نهال دشمنی برکن که رنج بی‌شمار آرد |

پس از آن نامه‌های غیردوستانه‌ای میان دو طرف رد و بدل شد. در پاسخ این نامه، شیبک خان به شاه اسماعیل می‌گوید که بهتر است پیشه پدری خود (درویشی) را دنبال کند و در پی کار خاندان مادری خود (پادشاهی) نباشد. چون شاه اسماعیل از طرف مادری به آق‌قویونلوها و اوزون حسن می‌رسید، شیبک خان این موضوع را به او یادآور شده بود؛ و برای اینکه شاه اسماعیل کار پدری‌اش را به یاد بیاورد، تحفه، عصا و کجکولی (وسایل درویشی) را برای او با این بیت فرستاد:
| امور مملکت و مُلک خسروان دانند |  | گدای گوشه‌نشینی تو حافظا مخروش |

و در پایان به شاه اسماعیل می‌گوید: «و اگر پای در سایه سلطنت گذاری از سر بیاندیش»:
| عروس مملکت آن در کنار گیرد تنگ |  | که بوسه بر لب شمشیر آبدار دهد |

شاه اسماعیل در پاسخ می‌گوید «اگر هر پسری را کار پدر کردن لازم بودی، همه فرزندان آدمند، همه را کار نبوت بایستی کرد و اگر پادشاهت البته به میراث بودی از پیشدادیان زیاد آمده به کیان نرسیدی و به چنگیز خود کی و به تو خود از کجا؟». سرانجام شاه اسماعیل اعلام می‌کند که برای جنگ آماده است.
در نامه بعدی در سال ۸۸۷ خورشیدی، شیبک خان با لحن جنگجویانه‌ای، شاه اسماعیل را به خاطر اختیار مذهب شیعه سرزنش می‌کند و از او می‌خواهد که دست از این مذهب بردارد، وگرنه به ایران خواهد تاخت و حصار اصفهان را با خاک یکسان خواهد کرد:
| نصیحت گوش کن جانا که از جان دوست‌تر دارند |  | جوانان سعادتمند پند پیر دانا را |

## نبرد با شاه اسماعیل
شیبک‌خان در زمینه مذهب تسنن تعصب وافر داشت و با شیعه صفوی به سختی دشمن بود و به شاه اسماعیل به چشم دشمن می‌نگریست و او را در نامه‌ها تحقیر می‌کرد. شاه اسماعیل در سال ۸۸۹ خ (۹۱۶ ق) با لشکر ۱۷ هزارنفری قزلباشان به خراسان تاخت و شیبک‌خان از بیم او به قلعهٔ مرو پناه برد و محاصره شد. شاه اسماعیل عاقبت او را با حیله‌ای از قلعه بیرون کشید و به جنگ وادار ساخت. در نبردی که در نزدیک قریه محمودآباد در سه فرسنگی مرو میان دو حریف درگرفت، پس از کشتاری هولناک ازبکان را شکست داد. شیبک خان به‌وسیله سرداری با شهرت بهادری به نام عزیزاقا بزچلویی (کمیجانی) کشته شد. شیبک خان و ۵۰۰ نفر از همراهانش در چهاردیواری محصور شدند و خان در زیر سم اسبان لشکر خود پایمال گردید.

## عاقبت جسد شیبک خان
به دستور شاه اسماعیل یکم در میان کشته‌شدگان به جستجو پرداختند و پیکر شیبک خان را درحالی که زیر دست و پای همراهانش خفه شده بود در خرابه یافتند و آن را نزد وی بردند. هنگامی که شاه اسماعیل پیکر شیبک خان را دید از شدت خشم سه ضربه شمشیر بر شکم او نواخت و دو دستش را قطع کرد. سپس، سر او را از تن جدا کردند و به ادعای برخی منابع کم اعتبار طبق دستور شاه اسماعیل قزلباشان لاشه او را خوردند:
شاه اسماعیل فرمود: «قورچیان کثیرالاخلاص و ملازمان کثیرالاختصاص هر کس سر نواب همایون ما را دوست می‌دارد، از گوشت بدن این دشمن من قدری میل نماید.»
بر سر گوشت آن جسد چنان ازدحام و هجوم عام شد که چند کس مجروح و زخمی گشتند و (جمعی که دورتر بودند یک لقمه گوشت او را از جمعی که نزدیکتر بودند، به مبلغ کلی می‌خریدند و می‌خوردند) و آن گوشت خام به خاک و خون آغشته را بر وجهی خوردند که بنگیان گرسنه محتاج، در وقت در رسیدن کیف بنگ و طغیان جوع، گوشت بره فربه بریان را چنان به رغبت تناول ننمایند…
پوست سر او را کندند و آن را کاه پر کرده، نزد بایزید دوم سلطان عثمانی فرستادند. جمجمه شیبک را نیز با روکشی از طلا تزیین کردند که شاه اسماعیل با آن در مجالس باده‌نوشی می‌کرد. خواجه محمود ساغرچی (وزیر شیبک خان) نیز در یکی از آن مجالس حضور داشت و شاه از او پرسید: «آیا این سر را می‌شناسی؟» خواجه پاسخ داد: «سبحان‌الله، چه صاحب دولتی بود که هنوز دولت در او باقی است که با این حال بر روی دست چون تو صاحب اقبالی‌است که دم به دم از آن بادهٔ نشاط می‌نوشد.» شاه از گفته او خوشش آمد و وزارت ممالک کل خراسان را به او داد.
به‌گفته ابن ایاس، نویسنده مصری در دوره مملوکی، اسماعیل صفوی جمجمه خان ازبک را به‌عنوان تهدیدی از سوی دولت ایران برای سلطان قانصوه غوری، پادشاه مملوکی فرستاد. البته ابن ایاس او را ازبک‌خان نامیده است.
شاه اسماعیل فرمان داد که دست راست شیبک خان را نزد رستم روزافزون حاکم وقت مازندران ببرند. درویش بیگ یساول مأمور بردن آن شد و هنگامی که پیش رستم رسید، آن دست را بر دامن او انداخت و گفت:
شاه می‌فرمایند: «گفته بودی که دست من است و دامن دولت شیبک خان، چون دست تو به دامن او نرسید، اینک دست شیبک خان و دامن نکبت تو!»
دربارهٔ تاریخ درگذشت شیبک خان نیز این بیت گفته شده است:
| آمد «کلاه سرخ» و عدم گشت خان ازو |  | تاریخ فوت او ز قضا شد «کلاه سرخ» (۹۱۶ق) |